# Sante Ranucci
Sante Ranucci (Montefiascone, Laci, 31 d'octubre de 1933 - Scandicci, Toscana, 20 de maig de 2023) va ser un ciclista italià, que fou professional entre 1956 i 1964. Com amateur, va guanyar el Campionat del món en ruta.

## Palmarès
- 1954
  - 1r al Gran Premi Ciutat de Camaiore
- 1955
  -  Campió del món amateur en ruta
  - 1r a la Coppa Bologna
  - 1r a la Coppa 29 Martiri di Figline di Prato

### Resultats al Giro d'Itàlia
- 1958. 12è de la classificació general
- 1962. Abandona
- 1963. 34è de la classificació general